# Ломас-де-Самора (округ)
Округ Ломас-де-Самора (ісп. Lomas de Zamora) — адміністративно-територіальна одиниця 2-ого рівня у провінції Буенос-Айрес в центральній Аргентині. Адміністративний центр округу — Ломас-де-Самора (ісп. Lomas de Zamora).
Населення округу становить 616279 осіб (2010). Площа — 89 кв. км.

## Історія
Округ заснований у 1861 році.

## Населення
У 2010 році населення становило 616279 осіб. З них чоловіків — 297042, жінок — 319237.

## Політика
Округ належить до 3-ого виборчого сектору провінції Буенос-Айрес.